# Ghurka (Schiff, 1908)
Die erste HMS Ghurka war einer von insgesamt zwölf Zerstörern der (ersten) Tribal-Klasse der britischen Royal Navy. Sie gehörte zur ersten britischen Zerstörerklasse mit Turbinenantrieb und Ölfeuerung. Während des Ersten Weltkriegs war sie vorwiegend am Ärmelkanal eingesetzt und ging am 8. Februar 1917 durch einen Minentreffer mit fast der ganzen Besatzung verloren (nur fünf Überlebende).

## Geschichte
Die HMS Ghurka lief am 29. April 1907 bei der Werft Hawthorn, Leslie & Company in Newcastle upon Tyne als drittes Boot der Klasse tatsächlich mit einem falsch geschriebenen Namen vom Stapel, den sie aber behielt.
Sie gehörte zum ersten Baulos der Klasse von fünf Booten, die auf fünf verschiedenen Werften gebaut wurden. 1908 folgten zwei weitere Boote und 1909 nochmals fünf, wobei die Bauwerft Hawthorn Leslie mit der HMS Zulu noch ein weiteres Boot lieferte. Der 890 ts verdrängende Zerstörer war 77,8 m lang, 7,8 m breit und hatte einen Tiefgang von 2,6 m. In drei Kesselräumen waren fünf Yarrow-Kessel aufgestellt. Die bei der Bauwerft in Lizenz von Parsons gebauten Turbinen bestanden aus sieben Turbinen für den Vortrieb und zwei Turbinen für die Rückwärtsfahrt und entwickelten bei Höchstfahrt um 15.000 PS über die drei Wellen. Auf die Seitenwellen wirkten je eine Marschturbine, eine Niederdruck- und eine Rückwärtsturbine. Auf die längere Hauptwelle wirkten die Hochdruck-Hauptturbine, eine Hochdruck- und eine Mitteldruck-Marschturbine. Für die verschiedenen Fahrstufen wurden dann verschiedene Kombinationen genutzt. Bei langsamer und Rückwärts-Fahrt trieben nur die Seitenwellen das Schiff. Diese komplizierte Turbineninstallation hatten alle Schiffe der Klasse. Bei ihrem sechs Stunden-Hochgeschwindigkeitstest erreichte die Ghurka 33,997 kn. Bewaffnet war das Schiff anfangs mit drei, ab 1909 fünf 12-pdr-Schnellfeuergeschützen und zwei 18-in-Torpedos. Alle Schiffe gehörten 1909 mit zu den ersten Zerstörern, die eine Funkausrüstung erhielten. Ihr zweiter Kommandant war 1910 bis 1913 Lieutenant Commander Loftus William Jones (1879 – 31. Mai 1916), der als Kommandant der HMS Shark in der Skagerrakschlacht fiel und posthum mit dem Victoria-Kreuz ausgezeichnet wurde.
Während des Ersten Weltkriegs versah die Ghurka als Teil der 6. Zerstörerflottille Dienst in der Nordsee und im Ärmelkanal. Die zwölf Boote bildeten einen wesentlichen Bestandteil der Dover Patrol, die ein Eindringen deutscher Seestreitkräfte in den Kanal verhindern sollte. Der möglichst reibungslose Verkehr über den Kanal war für die Kriegsführung der Entente an der Westfront von großer Bedeutung. Kriegsmaterial und Truppen wurden nach Frankreich überführt und von dort Verwundete zurückgebracht. Die Boote befanden sich 17 Tage in Alarmbereitschaft oder auf See, um dann drei Tage die Kessel zu reinigen. Nach jeweils vier Monaten erfolgten dreiwöchige Instandsetzungen der Boote. Diese Rhythmus strapazierte Boote und Besatzungen erheblich.
Am 4. März 1915 versenkte die Ghurka zusammen mit der Maori das deutsche U-Boot U 8, das sie zuvor mit einem Sprengschleppgerät zum Auftauchen zwang. Am 8. Februar 1917 lief die Ghurka vor Dungeness auf eine deutsche Seemine, die vom deutschen Unterseeboot UC 47 unter Paul Hundius gelegt worden war, und sank in sehr kurzer Zeit. Nur fünf Besatzungsmitglieder überlebten den Untergang, 74 Mann verloren ihr Leben. Es war der zweite Totalverlust eines Bootes der Klasse nach der HMS Maori 1915, die auch durch einen Minentreffer verloren ging. Allerdings waren auch die HMS Nubian und die Zulu 1916 so schwer beschädigt worden, das man deren weniger beschädigte Teile im Chatham Dockyard zu einem Boot zusammenfügte, das den Namen HMS Zubian erhielt. Das Wrack der Ghurka liegt in einer Tiefe von 30 Metern auf der Position 50° 51′ N, 0° 53′ O und besitzt den Status als protected place nach dem Protection of Military Remains Act von 1986.